# إدوارد س. هارود
إدوارد س. هارود (بالإنجليزية: Edward C. Harwood) هو اقتصادي ومهندس أمريكي، ولد في 28 أكتوبر 1900، وتوفي في 16 ديسمبر 1980.